# Rcp
rcp（remote copy,　リモートコピー、アールシーピー）は、UNIXコンピュータ間のネットワーク経由でのファイル転送を行うコマンド。4.2BSDより導入された。
信頼されたホスト/ユーザー間では、いちいちパスワードを入力することなくファイルのコピーが可能である。認証はホスト名とIPアドレスに基づいて行われるが、この情報は偽装可能であるため、パスワード等の漏洩を防ぎセキュリティを確保する目的から、近年ではSecure Copy (scp) による置き換えが進んでいる。

## 関連
- rlogin, rsh(remsh)
- scp